# 薩伏依的瑪麗-約瑟芬
萨伏依的瑪麗·約瑟芬·路易丝，普罗旺斯伯爵夫人（法語：Marie Joséphine Louise de Savoie, comtesse de Provence，1753年9月2日—1810年11月13日），是意大利萨伏依公国公主，撒丁国王维托里奥·阿梅迪奥三世的女兒。
1771年，瑪麗·約瑟芬和法国国王路易十五的孙子普罗旺斯伯爵路易·斯坦尼斯瓦夫结婚，成为普罗旺斯伯爵夫人。她的妹妹玛丽亚·特丽莎后来也嫁给路易·斯坦尼斯瓦夫的弟弟查理；表亲瑪麗也成了法国朗巴勒亲王的妻子。
瑪麗·約瑟芬在凡尔赛宫并不受欢迎。她不会打扮，甚至连牙齿也不清洁。撒丁大使最后只好透过瑪麗·約瑟芬的父亲提醒她注意自己的仪容。
1789年，法国爆发革命。她和丈夫在1791年成功逃到奥属尼德兰，但她丈夫的哥哥路易十六国王一家出逃失敗，最终被处决。瑪麗·約瑟芬的丈夫在她去世后四年成为法王路易十八。瑪麗·約瑟芬也成为法国历史上唯一没有实际在位过的法定王后。